# Gil González Dávila
Pour les articles homonymes, voir Gil González, González et Dávila.
Ne doit pas être confondu avec Gil González de Ávila.

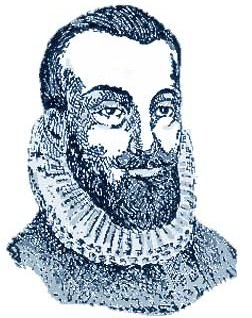
Gil González Dávila

Gil González Dávila, né en 1480 à Ávila (royaume de Castille) où il meurt le 21 avril 1526, est un conquistador espagnol, le premier Européen à explorer l’actuel Nicaragua.
Lors de sa deuxième expédition, en 1524, il est impliqué au Honduras dans un conflit entre Cristóbal de Olid et Hernán Cortés, capitaine général de la Nouvelle-Espagne ; ayant pris le parti de Cortés, il est arrêté et renvoyé en Espagne où il meurt peu après.

## Biographie

### Débuts dans le Nouveau Monde
Il entre au service de l’évêque Juan Rodríguez de Fonseca, qui depuis le deuxième voyage de Christophe Colomb (1493) a été chargé par les Rois catholiques des affaires d'outre-mer (qui seront prises en charge par le Conseil des Indes en 1524).
En 1511, il est nommé comptable dans l’île d’Hispaniola (Saint-Domingue), qui est encore, pour peu de temps, la principale colonie espagnole en Amérique. 
En janvier 1520, il est envoyé  au Panama avec Fonseca afin d'examiner les comptes du gouverneur Pedro Arias Dávila. 

### Première expédition (1522-1523)
En  1522, il conduit une expédition dans l'océan Pacifique (la « mer du Sud ») cherchant notamment un passage entre les deux océans. Ses navires longent les côtes occidentales du Costa Rica, puis du Nicaragua. Son pilote, Andrés Niño, remonte jusqu’à la baie de Corinto, puis au golfe de Fonseca, nommé ainsi en l’honneur de leur protecteur.
Pendant ce temps, González Dávila explore l'intérieur du Nicaragua et découvre les lacs Nicaragua et Managua. Il établit de bonnes relations avec le cacique Nicarao, mais est contraint de se replier sur le golfe de Nicoya pour échapper à l'attaque d’un autre chef, Diriangén.
Il revient en juin 1523 au Panama où Pedro Arias tente de le faire arrêter et de confisquer l’or qu'il ramène du Nicaragua. González Dávila s’enfuit à Hispaniola, d’où il équipe une nouvelle expédition.

### Deuxième expédition (1524): l'affaire Cristobal de Olid
En 1524, il débarque sur la côte du Honduras où il fonde la ville de San Gil de Buenavista dans la baie d’Amatique. 
Au cours de l’été, il apprend que Pedro Arias a envoyé Francisco Hernández de Córdoba coloniser les territoires nicaraguayens qu’il a visités l’année précédente. Córdoba envoie un détachement sous les ordres d'Hernando de Soto pour l’arrêter.
En mai 1524, Cristóbal de Olid arrive au Honduras, envoyé par Hernán Cortés depuis Mexico, pour établir une colonie. Mais, passé par Cuba pour compléter ses fournitures, il a été persuadé par le gouverneur d'abandonner le camp de Cortés.
Arrivé au Honduras, Olid fonde la ville aujourd’hui appelée Triunfo de la Cruz (es), et proclame en même temps qu'il ne fait plus allégeance à Cortés. L'ayant appris, celui-ci envoie Francisco de las Casas avec une unité chargée d'arrêter Olid. Après des péripéties diverses, Olid est fait prisonnier, jugé, reconnu coupable de trahison, condamné à mort et exécuté.
Las Casas et González décident de réunir leurs forces au service de Cortés. Ils partent vers Mexico, Las Casas confiant le son contingent à Lopez de Aguirre, avec pour instruction de fonder la ville de Trujillo.
À leur arrivée au Mexique, les deux hommes se heurtent à Salazar de la Pedrada[réf. nécessaire]. Ce dernier les poursuit pour l’assassinat d’Olid. Il avait l’intention de les exécuter, mais il est finalement obligé de les renvoyer en Espagne.[réf. nécessaire]

### Dernières années
Son destin en Espagne est inconnu. Il meurt quelque mois plus tard dans sa ville natale.